# Squatina dumeril
Squatina dumeril је врста рибе која припада роду Squatina из породице Squatinidae и аутохтона је за северозападне воде Атлантског океана. Пописана је у источним водама Сједињених Америчких Држава, од севера Мексичког залива до Карипског мора.
Ова ајкула настањује плитке обалне воде током лета и јесени, а дубоке воде током зиме и пролећа. Сиве је или браон броје са раштрканим малим тамном мрљама. Ова врста досеже од 1,2 до 1,5 м дужине. Храни се углавном ситним рибама и лигњама, а лови из заседе. Тек рођене јединке хране се жуманцем, женке имају вишегодишњи репродуктивни циклус и рађају од 4 до 25 јединки у пролеће или почетком лета, после 12 месеци гестацијског периода. 
Squatina dumeril није агресивна, али напада ако се осети угроженом. Иако економски није цењена, често се лови мрежама.

## Опис и таксономија
Француски природњак Чарсл Лесур описао је ову врсту 1818. године у часопису Academy of Natural Sciences of Philadelphia. Раније се Squatina dumeril сматрала истом врстом као склат. Лесур је своју студију засновао на одраслом мужјаку дужине 1,2 м, уловљеном у источним водама Сједињених Америчких Држава. На основу филогетске анализе закључено је да су Squatina dumeril и Squatina californica сестринске врсте. 
Squatina dumeril има спљоштено тело са великим грудним и карличним перајима. Кожни набори дуж бочних страна главе имају кратке рубове. Велике очи налазе се на врху главе, а на њима су истакнути шарени капци. Ноздрве ове врсте су шиљате са глатким или благо испрекиданим ивицама. Уста су шиљата, а чељусти садрже 10 горњих и 9 доњих зуба. Сваки зуб има широку базу и један шиљати рез са главним ивицама. Squatina dumeril има пет пари шкржних прореза.
Пераја ове врсте су широка са уским задњим врховима. Два леђна пераја су сличне величине и облика, а постављена су на задњем делу тела. Доњи режањ каудалног пераја је већи од горњег. Боја доњег дела тела ове врсте варира од зелене, плаво-сиве до црвено-смеше, са много малих тамних и понекада неправилних мрља. Ова врсте досеже од 1,3 до 1,5 м у дужину, а буде тешка до 16 кг.

## Биологија и контакт са људима
Squatina dumeril настањује воде Атлантског океана од Масачусетса до Флорида Кејса, ге је уобичајена. Такође, пописана је у Мексичком заливу, а посотоје непотрвђени подаци да настањује воде Кубе, Јамајке, Никарагве и Венецулеле. Јужни опсег ове врсте је неизвестан, због збрке са сличним врстама.
Због тога што насељавају дубоке воде, постоји врло мали број података о овој врсти. Током већег дела дана ова врста проводи време на пешчаном или муљевитом дну. У источном водама Сједињених Америчких Држава, документовано је да ова врста сезонски мигрира. Лети се креће према обали до дубина мањих од 35 м, а може се наћи и у водама дубоким само неколико метара. Зиму и пролеће проводи на дубинама од 90 м, а поједини примерци забележени су и на 1290 м дубине..
Squatina dumeril је предатор који лови из заседе, углавном укопан у песак или седимент. Његова исхрана састоји се од ситних риба, али храни се и раковима, шкампима и шкољкама. Лови подједнако дању и ноћу. Разноликост плена највећа је у јесен, а најмање бира хранузими. У северним водама Мексичког залива најважније врсте којима се храни Squatina dumeril су Micropogonias undulatus, Stenotomus caprinus, Leiostomus xanthurus, Peprilus burti, Mullus auratus, Upeneus parvus и Doryteuthis pealeii. Исхрана ове врсте разликује се по годишњим добима, Squatina dumeril најчешће зими једе лигње. Познати паразит ове врсте је Eudactylina spinula.
Попут осталих морских паса, ова врста храни се жуманцем док је у ембриону. Зреле женке имају један функционални јајник са леве стране и две функционалне матернице. Парење се обавља у пролеће, женке се размножавају једном у две године, а можда и дуже. Величина младих примерака варира и креће се до 25, а није повезана са величином женке. Период гестације траје око 12 месеци, а женке се угланом порађају између фебруара и јуна надубинама до 30 м. Тек рођени примерци су дужине од 25 до 30 цм. Мужјаци полно сазревају када буду 93 цм дужине, а женке када буду дужине око 86 цм.
Иако ова врста није агресивна према људима, Squatina dumeril може нанети озбиљне повреде, ако буде изазван. Међународна унија за заштиту природе оценила је да за ову врсту постоји мала брига.

## Галерија
- Squatina dumeril може бити жућкасте боје и имати мале тамне мрље
- Задња страна тела врсте Squatina dumeril
- Вилица
- Вилица
- Централни зуби
- Доња вилица